# زجاجي العين العربي
زجاجي العين العربي أو قُراد الجِمال العربي (الاسم العلمي: Hyalomma arabica) هو نوع من العنكبوتيات يتبع جنس زجاجي العين من فصيلة اللبوديات الصلبة.